# Rochefourchat
Rochefourchat es una comuna francesa situada en el departamento de Drôme, de la región de Auvernia-Ródano-Alpes. 
La comuna está dividida en tres núcleos: las aldeas de L'Aribat y Gauze, y la zona próxima a la Iglesia.  
En L'Aribat se encuentra un conglomerado de aproximadamente diez casas. En Gauze se encuentran otras cinco viviendas. Cerca de la iglesia, dedicada a San Pedro y que cuenta con otras dos casas adosadas, se encuentran un conglomerado de varias viviendas, y más próxima a ésta están el cementerio, la cabina telefónica y un cartel informativo sobre el lugar dentro del cantón del Diois. 
De todas las viviendas que se encuentran en su término, sólo una es usada como vivienda principal y otras seis son usadas como segundas residencias. 
Desde los años 90 cuenta con tan sólo un vecino, (que ejerce también como alcalde), Jean-Baptiste Le Moyne de Martigny (15 de junio de 1977), lo que le ha hecho ganarse la fama de ser una de las comunas pobladas con menos habitantes de Francia.

## Geografía
Está ubicada a 70 km al sureste de Valence.
Formando los límites de la comuna, se hallan los collados de Trépalon y Bauras (Borra en occitano).

## Demografía
| 220 | 178 | 221 | 180 | 159 | 196 | 187 | 179 | 145 | 159 | 149 | 170 | 150 | 151 | 128 | 125 | 112 | 92 | 89 | 94 | 64 | 52 | 40 | 38 | 36 | 31 | 22 | 14 | 6 | 2 | 3 | 2 | 1 | 1 | 1 | 1 |
| Para los censos de 1962 a 1999 la población legal corresponde a la población sin duplicidades (Fuente: INSEE [Consultar]) |     |     |     |     |     |     |     |     |     |     |     |     |     |     |     |     |    |    |    |    |    |    |    |    |    |    |    |   |   |   |   |   |   |   |   |